# Adrien de Mailly
Adrien-Augustin-Almaric, comte de Mailly, marquis d'Haucourt et de Nesle, prince d'Orange, né le 19 février 1792 à Paris et mort le 1er juillet 1878 au château de la Roche-Mailly, est un militaire et homme politique français.

## Biographie
Adrien Augustin Amalric de Mailly naît à Paris, au domicile de ses parents, 279 rue de l'Université, paroisse Saint Thomas d'Aquin, le 19 février 1792. Il y est ondoyé le 21 février par François de Pierre de Bernis, archevêque de Damas, coadjuteur d'Albi, puis est baptisé en l'église paroissiale de Mailly-Raineval (Somme) le 8 décembre 1792. 
Il était le fils de Augustin Joseph de Mailly, marquis d'Haucourt, Maréchal de France, et de sa troisième épouse, Blanche Charlotte Félicité de Narbonne-Pelet.
Il a seulement deux ans quand son père est guillotiné à Arras le 25 mars 1794, pendant la Terreur.
En 1810, au décès de son lointain cousin Louis Joseph de Mailly, marquis de Nesle, dernier descendant de la branche aînée de sa famille, il devient le chef de la Maison de Mailly.
En vertu des lettres de substitution masculine perpétuelle accordées par Louis XIV en décembre 1701 à Louis Charles de Mailly, il prend le titre de marquis de Nesle, prince d'Orange et de l'Isle-Montréal.
Il entre à l'École militaire de Saint-Cyr, puis à celle de Saint-Germain, et en sort sous-lieutenant au 2e régiment de carabiniers en 1811. Il prend part à la campagne de Russie, participe à la bataille de la Moskowa et, attaché au général Durosnel aide de camp de l'Empereur, fait tous les efforts possibles pour arrêter l'incendie de Moscou. 
Il suit la retraite de Russie et reçoit une blessure près de Kalouga, le 12 octobre 1812, en protégeant la marche d'une colonne d'infanterie attaquée par les Cosaques.
Ne pouvant rejoindre son régiment il est nommé officier d'ordonnance du général Durosnel, puis du duc de Feltre, ministre de la guerre. En 1813, il est fait chevalier de la Légion d'honneur. 
Il est à Paris au moment de la capitulation et de l'abdication de l'empereur, en 1814, et salue avec enthousiasme le retour des Bourbons. Le duc de Berry le choisit comme aide de camp. 
Pendant les Cent-jours, il reste sans emploi.
À la Seconde Restauration, il est nommé pair de France le 17 août 1815, mais n'est admis à siéger à la Chambre des Pairs qu'à partir du 17 février 1817, en raison de son jeune âge. 
Il est aussi promu alors officier de la Légion d'honneur. 
En 1824, il est promu lieutenant-colonel. En 1827, il est nommé président du collège électoral du Mans et élu conseiller général de la Sarthe. 
En 1830, il refuse de prêter serment au gouvernement de Juillet, et cesse de siéger à la Chambre des Pairs.
De 1836 à 1842, il fait reconstruire par l'architecte manceau Delarue, le château de la Roche-de-Vaux (Sarthe), qui prend alors le nom de La Roche-Mailly .
Il meurt au château de La Roche-Mailly le 1er juillet 1878.

### Écrit
Il a laissé des souvenirs sur la campagne de Russie :
- Mon journal pendant la campagne de Russie. Écrit de mémoire après mon retour à Paris, 1841, Paris, imprimerie de J.-B. Gros, 160 pages. Ces souvenirs ont été réédités en 2012[4], puis en 2021.

## Mariage et descendance
Adrien de Mailly épouse à La Bosse (Sarthe) les 9 et 10 septembre 1816, Eugénie Henriette de Lonlay de Villepail (1797-1882), fille d'Alexandre François de Lonlay, marquis de Villepail, et d'Anne Marie de Trie Pillavoine. Elle lui apporte le château et le domaine de Mondragon, à La Bosse, qu'il fait restaurer dans les années 1840 par l'architecte du Mans Delarue. 
Six enfants sont issus de ce mariage :
- Ferry Paul Alexandre, comte de Mailly Nesle (Paris, 5 décembre 1821 - château de Mondragon, La Bosse, 11 décembre 1872), marié en 1851 avec Barbe Joséphine Odoart du Hazé, dont postérité ;
- Aliénor Marie Raymonde de Mailly (4 août 1825 - Nice, 28 février 1851), mariée en 1848 avec Jacques Marie René de Chastenet de Puységur ;
- Antoine René, comte de Mailly-Châlon (Paris, 21 mars 1827 - Châteaudun, 12 décembre 1870), marié en 1852 avec Renée Valérie de Maupeou (1829-1887), dont postérité ;
- Adrienne Léontine de Mailly (Paris 5 février 1831 - château de Lignières 17 mai 1901), mariée en 1855 avec Henri Louis de Bourbon Busset, comte de Lignières (1826-1902), dont postérité ;
- Henriette Victorine Amanda de Mailly (Paris 17 mars 1832 - château de Chardonneux, Ecommoy 17 septembre 1912), mariée en 1860 avec Louis Charles Rodolphe, prince de Faucigny Lucinge, dont un fils unique mort sans postérité ;
- Arnoldine Marie Pauline de Mailly, chanoinesse de Saint Marie de Brünn (19 août 1834 - château de Mondragon, février 1925).

## Pour approfondir